# Partia Demokratyczna (Portugalia)

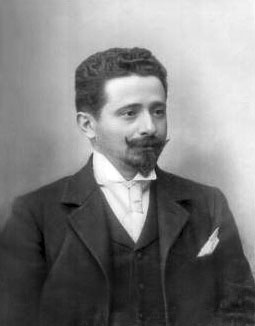
Afonso Costa (1871–1937), charyzmatyczny lider Partii Demokratycznej.

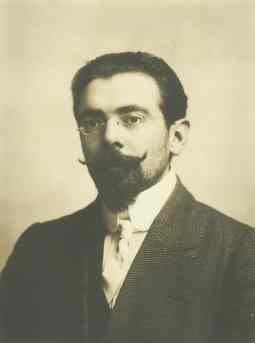
António Maria da Silva (1872–1950)

Partia Demokratyczna (port. Partido Democrático), znana oficjalnie jako Portugalska Partia Republikańska (Partido Republicano Português) była portugalską lewicową partią polityczną, której istnienie przypadło na czas Portugalskiej Pierwszej Republiki. Ugrupowanie to ogłosiło się kontynuatorem Portugalskiej Partii Republikańskiej, jednego z głównych sprawców rewolucji, która doprowadziła do powstania Pierwszej Republiki w 1910 roku.
Nazwa "Partia Demokratyczna" nie była oficjalną nazwą partii, jako że Portugalska Partia Republikańska nigdy nie zakończyła oficjalnie swej działalności. Jednakże orientacja ugrupowania była inna, a pozostałe partie (te, które wchodziły w skład Partii Republikańskiej przed 1910 rokiem) używały nowej nazwy w celu zaprzeczenia twierdzeń o kontynuacji, autorstwa Alfonso Costy (pierwszego lidera Partii Demokratycznej). Zwolenników tego ugrupowania nazywano też alfonsistami (od imienia Costy).

## Historia
Gdy tzw. "ewolucjoniści" i "unioniści" opuścili Portugalską Partię Republikańską w lutym 1912 roku, Partia Demokratyczna obwieściła, iż jest kontynuatorką działalności swej poprzedniczki. Działaczom nowego ugrupowania szybko udało się opanować elektorat i struktury propagandowe starej partii, a Partia Demokratyczna zdominowała życie polityczne Pierwszej Republiki. Udało jej się pozostać u władzy, pod przywództwem Alfonso Costy, pomimo kilku prób zamachów (zarówno monarchistycznych, jak i republikańskich).
W czasie I wojny światowej, w której Portugalia brała udział, partia zawiązała koalicję rządową w Partią Ewolucjonistyczną, nazywaną "Świętą Unią". Później rozbieżności pomiędzy oboma ugrupowaniami narastały, w efekcie Unia została rozwiązana. W tym czasie Sidónio Pais wprowadził rządy dyktatorskie, oparte na jego Narodowej Partii Republikańskiej. Pais został zamordowany w 1917 roku. W 1919 roku Partia Demokratyczna znów znalazła się u władzy.
Po 1919 roku, na czele ugrupowania stał António Maria da Silva. W tym czasie wewnątrz partii powstała opozycja, która doprowadziła do tego, iż kolejne lata były już tylko procesem powolnego rozkładu ugrupowania. Powstały m.in. Republikańska Patia Demokratycznej Lewicy i Partia Reformistyczna.

## Premierzy
- Augusto de Vasconcelos (1911–1912)
- Duarte Leite (1912–1913)
- Afonso Costa (1913–1914; 1915–1916; 1917)
- Bernardino Machado (1914; 1921)
- Victor Hugo de Azevedo Coutinho (1914–1915)
- António José de Almeida (1916–1917)
- José Relvas (1919)
- Domingos Pereira (1919; 1920; 1925)
- Alfredo de Sá Cardoso (1919–1920; 1920)
- António Maria Baptista (1920)
- José Ramos Preto (1920)
- António Maria da Silva (1920; 1922–1923; 1925; 1925–1926)
- Liberato Pinto (1920–1921)
- Alfredo Rodrigues Gaspar (1924)
- Vitorino Guimarães (1925)

## Prezydenci
- Manuel de Arriaga (1911–1915)
- Teófilo Braga (1915)
- Bernardino Machado (1915–1918; 1925–1926)
- Manuel Teixeira Gomes (1923–1925)